# James Pierpont
James Pierpont, ameriški skladatelj, organist in aranžer, * 25. april 1822, Boston, Massachusetts, ZDA, † 5. avgust 1893, Winter Haven, Florida, ZDA.
Pierpontovo najbolj znano in priljubljeno delo je pesem »Jingle Bells« (slov. »Zvončki pojejo«), ki jo najpogosteje slišimo v času božičnih praznikov. Pesem je bila spisana leta 1857 v Bostonu.
1. 1 2 3  Record #134902033 // Gemeinsame Normdatei — 2012—2016.
2. 1 2  SNAC — 2010.